# Los Muermos
Los Muermos é uma comuna e cidade chilena, localizada na Província de Llanquihue, Região de Los Lagos. Ocupa uma superfície de 1.673 km², com uma população estimada de 17.983 habitantes, sendo que a população rural é de 66,36% e a população urbana é de 33,64%.
A comuna localiza-se a 47 km de Puerto Montt a capital regional, limitando-se: a norte com Fresia; a oeste com Llanquihue e Puerto Varas; a sul com Puerto Montt e Maullín.
Integra junto com as comunas de Puyehue, Río Negro, Puerto Octay, Fresia, Frutillar, Purranque, Puerto Varas e Llanquihue o Distrito Eleitoral N° 56 e pertence à 17ª Circunscrição Senatorial (Los Lagos).

## História
Na década de 1930 chegaram os primeiros povoadores ao local, em 8 de setembro de 1940 chega o transporte ferroviário a Los Muermos possibilitando o comércio de trigo e madeira com o restante do país. Em 1953 contava com energia elétrica, correios, e Serviço de Registro Civil e Identificação.
Em 1 de janeiro de 1962 foi crida a comuna de Los Muermos, anteriormente este território pertencia à comuna de Maullín. Em 1975 foi incorporada à província de Llanquihue.